# Phidippus tux
Phidippus tux är en spindelart som beskrevs av Pinter 1970. Phidippus tux ingår i släktet Phidippus och familjen hoppspindlar. Inga underarter finns listade i Catalogue of Life.